# Zamek krzyżacki w Toruniu
Zamek krzyżacki w Toruniu – najwcześniejszy zamek krzyżacki na ziemi chełmińskiej, zbudowany na planie podkowy, prezentuje wcześniejszą formę rozwoju zamków krzyżackich, jeszcze przed ustaleniem się typowego zamku konwentualnego w postaci regularnego czworoboku.

## Historia
W okresie epoki żelaza na terenie zamku krzyżackiego istniało osadnictwo kultury łużyckiej.

### XIII wiek
Budowę zamku zaczęto prawdopodobnie po 1236 roku, gdy przeniesiono Toruń na obecne miejsce. Była to pierwsza murowana warownia na ziemi chełmińskiej. Od zachodu zamek ograniczała dolina rzeki Postolec, a od północnego zachodu strumień zwany Młynówka, Zgniła (Bacha). Po stronie wschodniej znajdował się tak zwany staw komturski. Początkowo zbudowano w latach 1236-1260 mur kamienny, a zamek miał kształt podkowy z prostokątnym budynkiem Domu Konwentu od południa, czyli od strony Wisły. Kształt podkowy mógł być związany z poprowadzeniem murów w miejscu wcześniejszego wału obronnego zbudowanego z ziemi i drewna, jednak potwierdzenie tego wymaga badań archeologicznych. W 1263 roku wzmiankowano kaplicę zamkową pod wezwaniem Krzyża Świętego. Wjazd na dziedziniec zamkowy prowadził od zachodu.  

### XIV wiek
Na początku XIV wieku zbudowano wieżę główną (stołp) na planie oktagonu o średnicy około 10 metrów oraz jednocześnie budynek wschodni, z którego do wieży prowadził mostek. Z budynku wschodniego prowadził też wsparty na filarze murowany ganek do zbudowanego w tym okresie gdaniska pełniącego funkcje ustępowe, ale i wieży obronnej. W XIV wieku zbudowano też parcham i otoczono zamek drugim obwodem murów obronnych. W XIV wieku zbudowano budynek bramny o co najmniej jednej kondygnacji nad przejazdem. W 1392 roku zamek rozbudowano. Zamek od północy i zachodu otaczała nawodniona fosa. Około 1400 roku po wewnętrznej stronie muru znajdowały się murowane zabudowania dla załogi i administracji krzyżackiej.   

### XV wiek
W dniu 7 sierpnia 1410 roku, po hołdzie złożonym przez miasto Toruń, zamek został zajęty przez wojska Królestwa Polskiego. Zamek otrzymał w zarząd Zbigniew z Brzezia, marszałek Królestwa Polskiego. 28 września 1410 roku król Władysław Jagiełło wjechał na zamek, gdzie zjadł posiłek. W listopadzie 1410 roku zamek oblegli Krzyżacy pod dowództwem Heinricha (starszego) von Plauen i komtura Eberharta von Wallenfels, ale Polacy obronili zamek do czasu zawarcia w lutym 1411 roku I Pokoju toruńskiego. W 1420 roku zamek spłonął. W 1446 roku założono nowe dachy. W 1452 roku na zamku wielki mistrz Ludwig von Erlichshausen spotkał się z królem Kazimierzem IV Jagiellończykiem.  
W dniu 6 lutego 1454 r., dwa dni po podjęciu przez Tajną Radę Związku Pruskiego decyzji o wypowiedzeniu posłuszeństwa zakonowi krzyżackiemu, delegacja Rady Miasta Torunia zażądała od załogi krzyżackiej przekazania jej zamku. Dowodzący Krzyżakami komtur Albrecht Kalb odmówił, co doprowadziło do rozpoczęcia ataku przez mieszczan na zamek w dniu 7 lutego. Był to sygnał do rozpoczęcia powstania kierowanego przez Związek Pruski, który walczył przeciwko zakonowi krzyżackiemu. W wyniku ostrzału, następnego dnia (8 lutego) Krzyżacy skapitulowali. Po zajęciu zamku, mieszkańcy Torunia wysadzili wieżę główną i rozpoczęto rozbiórkę części murów warowni, na co Rada Starego Miasta przeznaczyła znaczną kwotę 85 grzywien. Po 1485 mieszczanie toruńscy zbudowali na części zamkowych murów Dwór Mieszczański (Dwór Bractwa Św. Jerzego). Dziedziniec zamkowy przekształcono na wysypisko śmieci. 
W latach 1600-1613 zbudowano na terenie zamku niewielki szaniec, wchodzący w skład fortyfikacji bastionowych broniących miasta. 
W XIX zaadaptowano ruiny zamku głównego na nadszaniec Twierdzy Toruń. Przed 1966 rokiem odbudowano sklepienia piwnic. 
W 2006-2011 przeprowadzono konserwację ruin.

## Przedzamcze
- Gdanisko – wzniesione na początku XIV w. (zwane również Danskerem). Pierwotnie było ono wyższe, a górna jego część była w kształcie ośmioboku[9].
- Tama gotycka – pochodzi z końca XIII wieku, była częścią zamkowego systemu obronnego. W wypadku ataku na miasto spiętrzała wody fosy. Górny poziom tamy jest ozdobiony otworami w kształcie ostrołuku[9].
- Górny Młyn – mieści się przy lewym brzegu Strugi Toruńskiej. W źródłach po raz pierwszy pojawia się w 1262 roku. Został przebudowany w XIX wieku, podczas prac zachowano fragmenty gotyckie[10].
- Bramy gotyckie – znajdują się w północno-wschodniej części międzymurza, sąsiadują ze sobą[10].
- Mur przedzamcza – gotycki mur wybudowany pod koniec XIV wieku[9].
- Międzymurze – mieści się przy wylocie ul. Przedzamcze. W 1966 roku na międzymurzu odsłonięto tablicę upamiętniającą oddanie do użytku obszar zamku[10].
- Nadbrzeże – XIX-wieczny mur fortyfikacji pruskich, wzniesiony na fundamentach starszego, wzmiankowanego w 1613 roku[9]

## Galeria

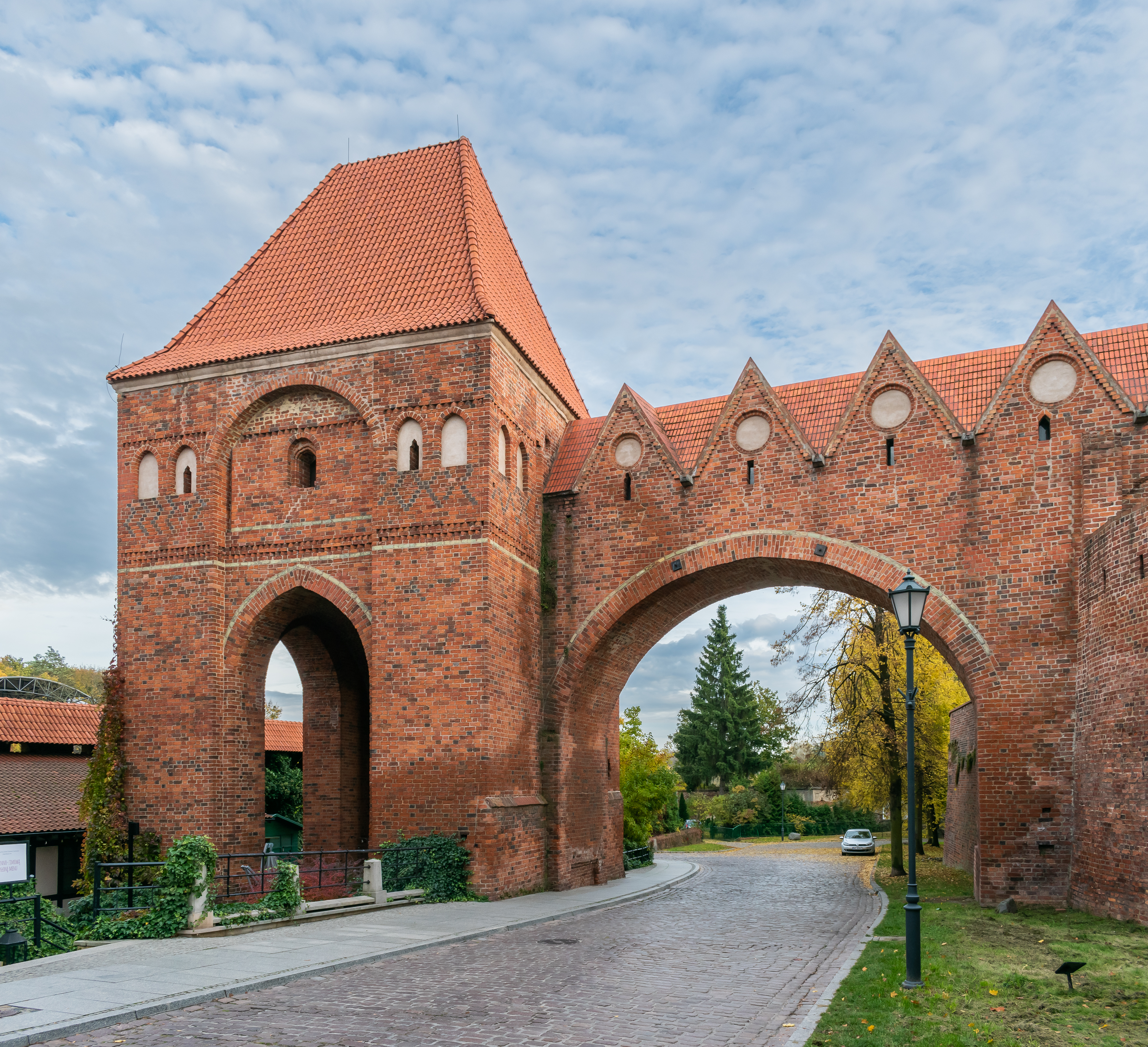
Gdanisko z XIV wieku
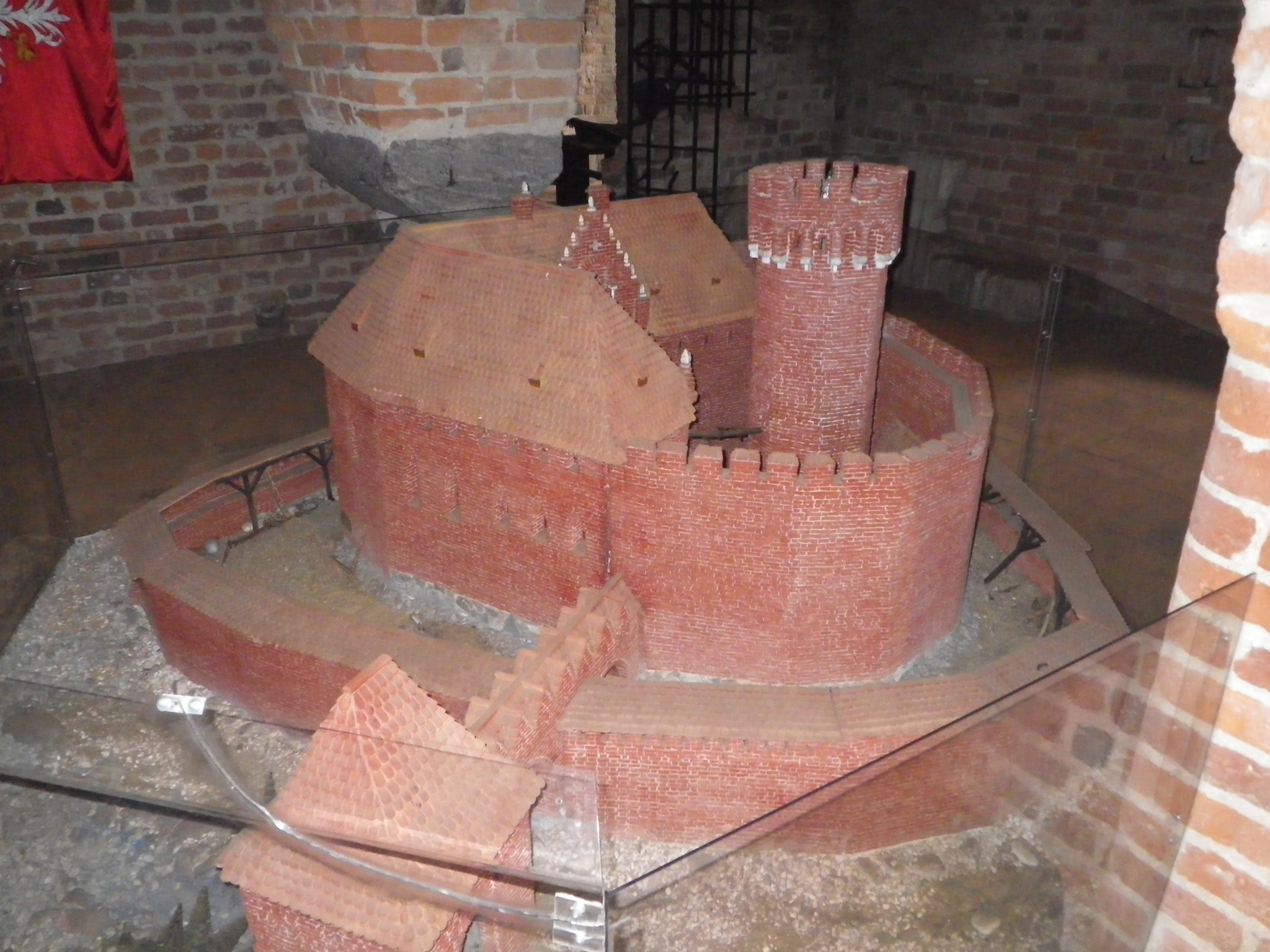
Makieta zamku w XIV wieku
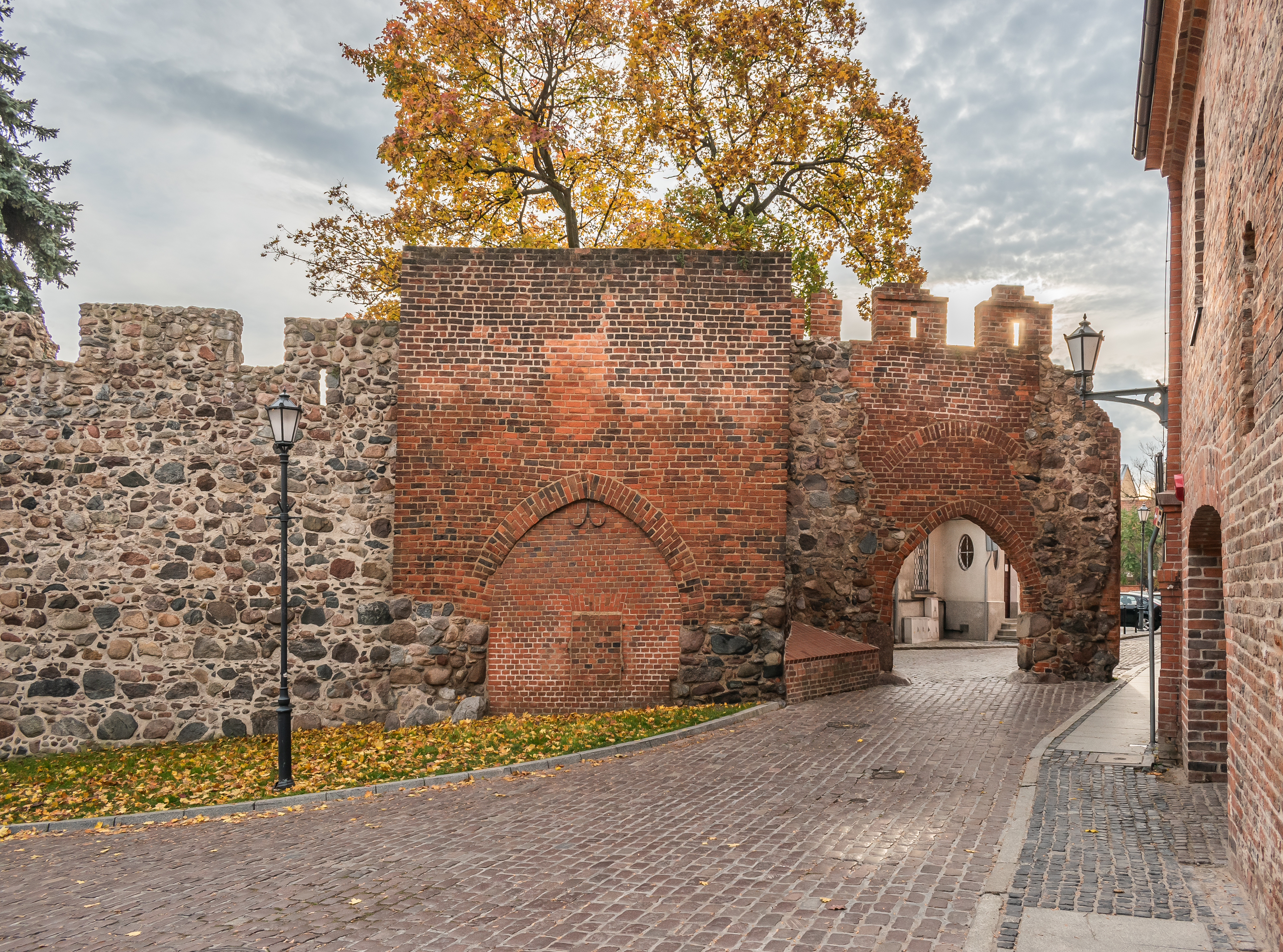
Mur z 2. połowy XIII wieku i brama
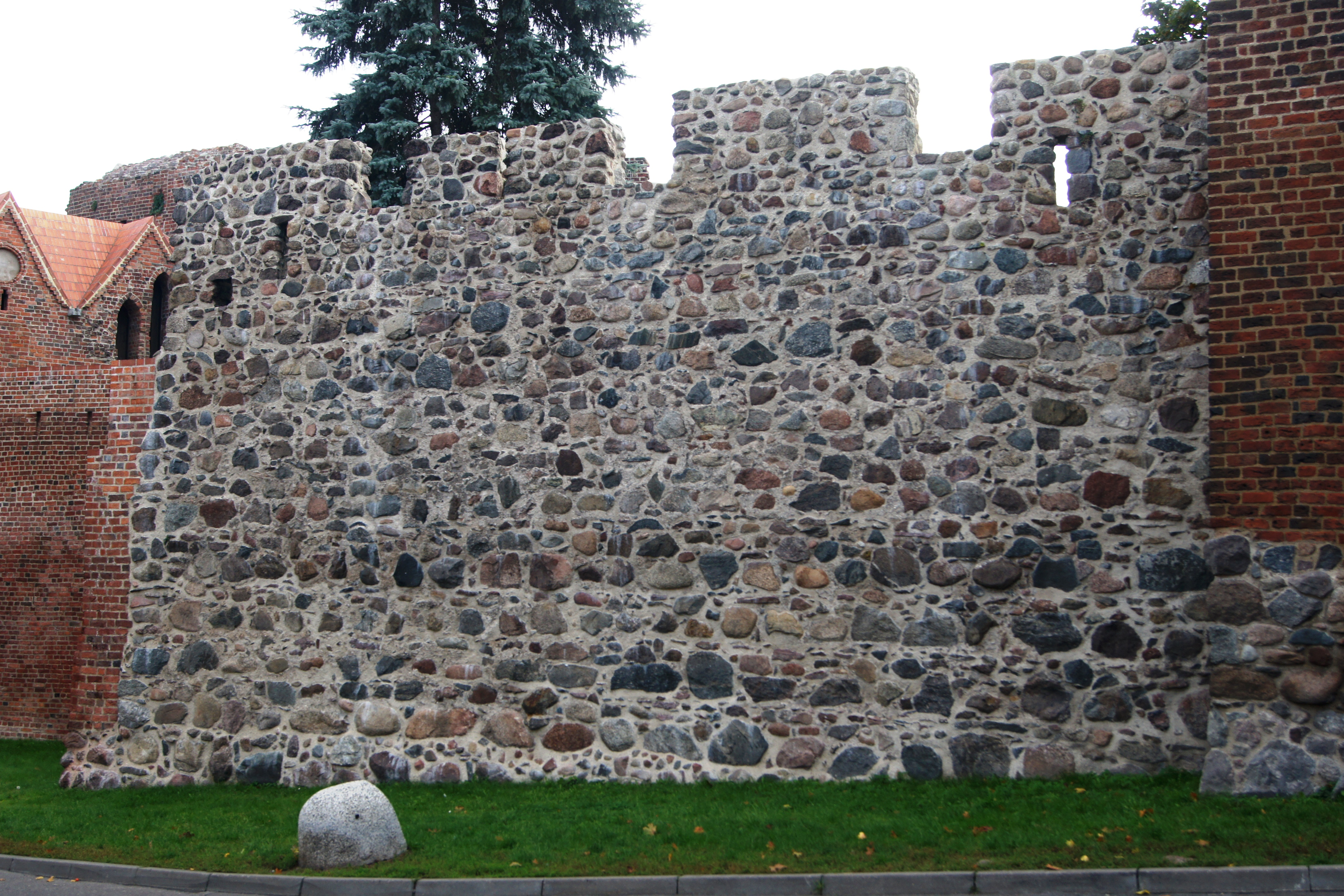
Mur kamienny z 2. połowy XIII wieku
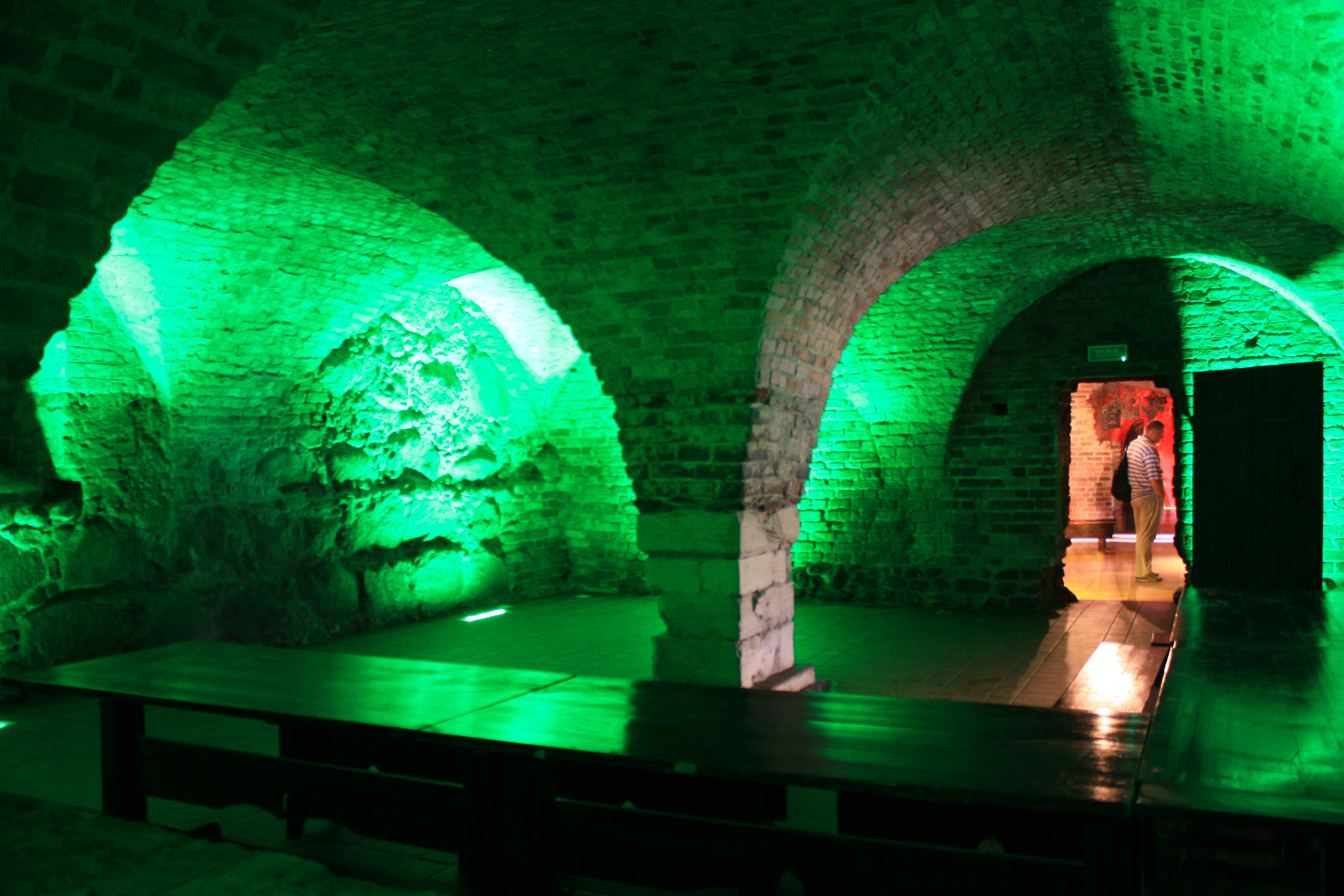
Podziemia zamku
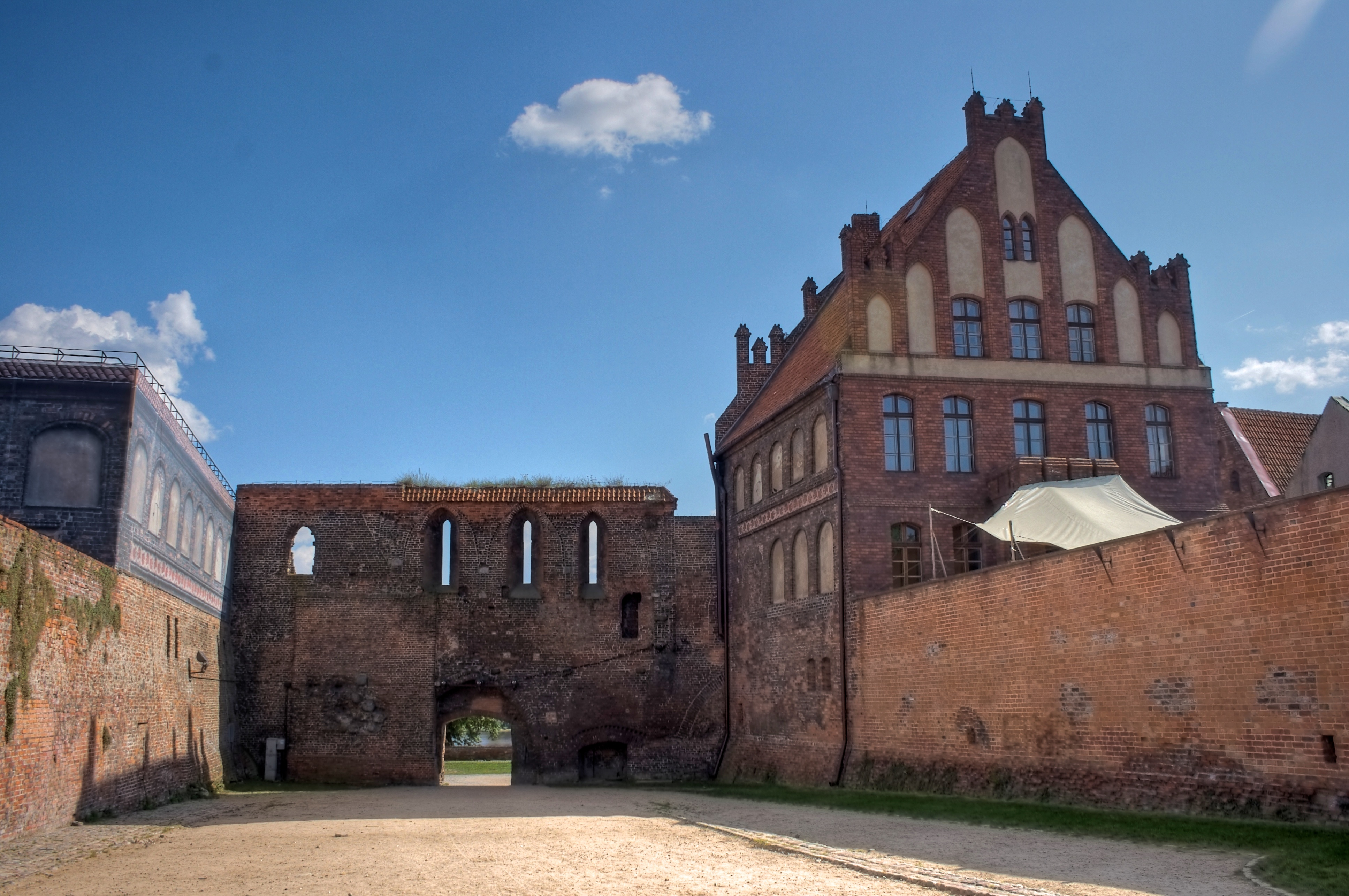
Fosa i Dwór Mieszczański (Dwór Bractwa Św. Jerzego)
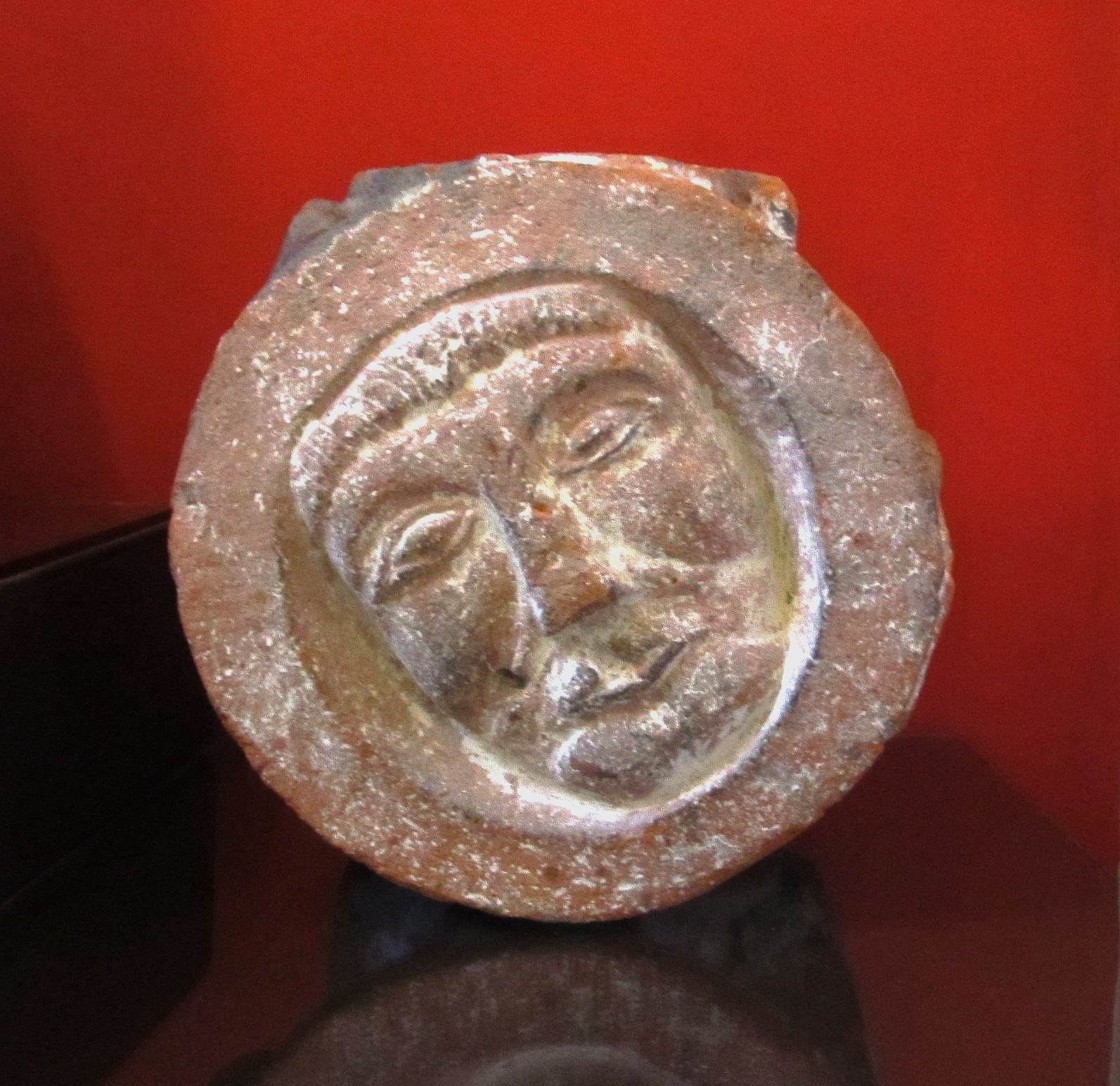
Zwornik ze sklepienia zamkowego
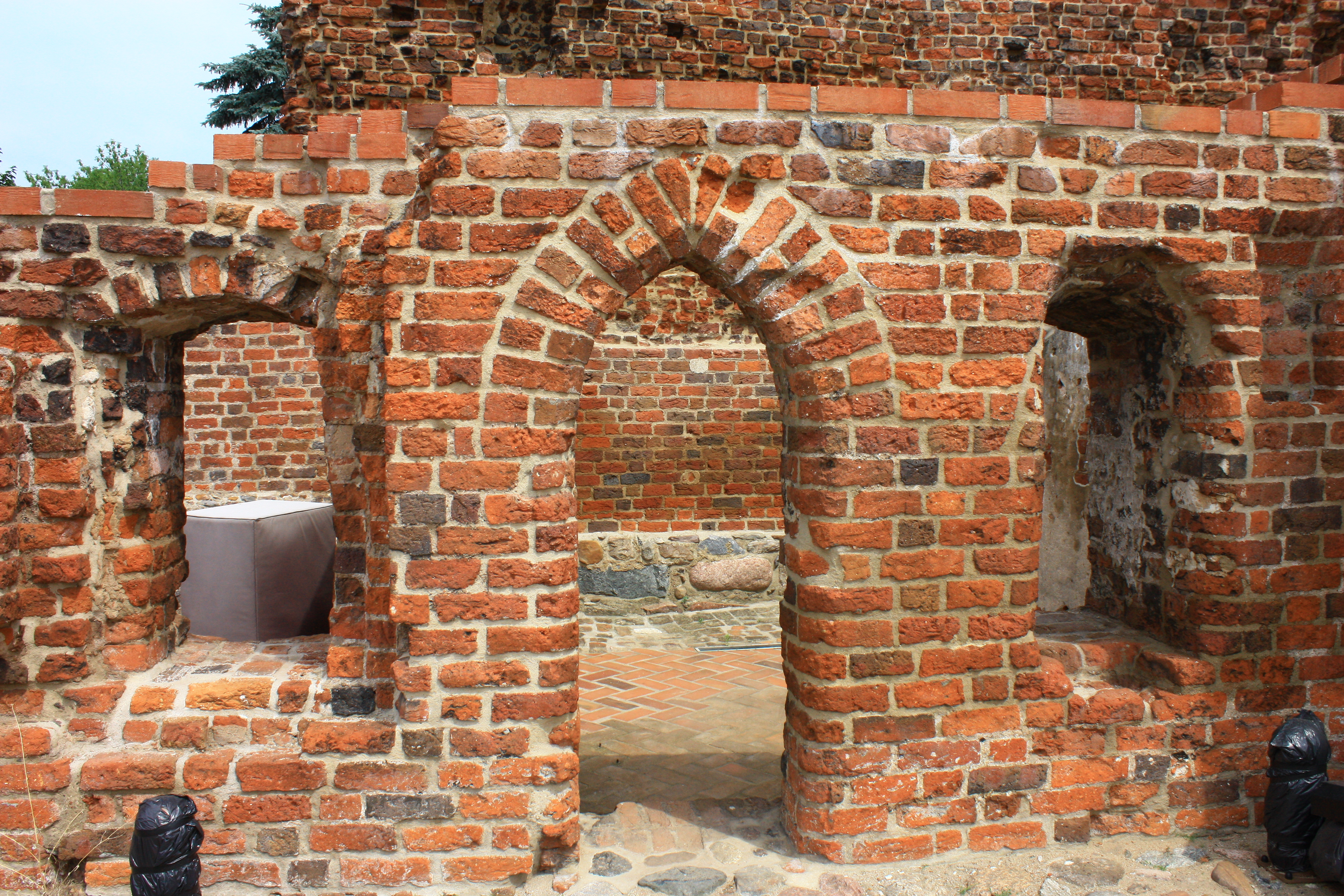
Portal na zamku
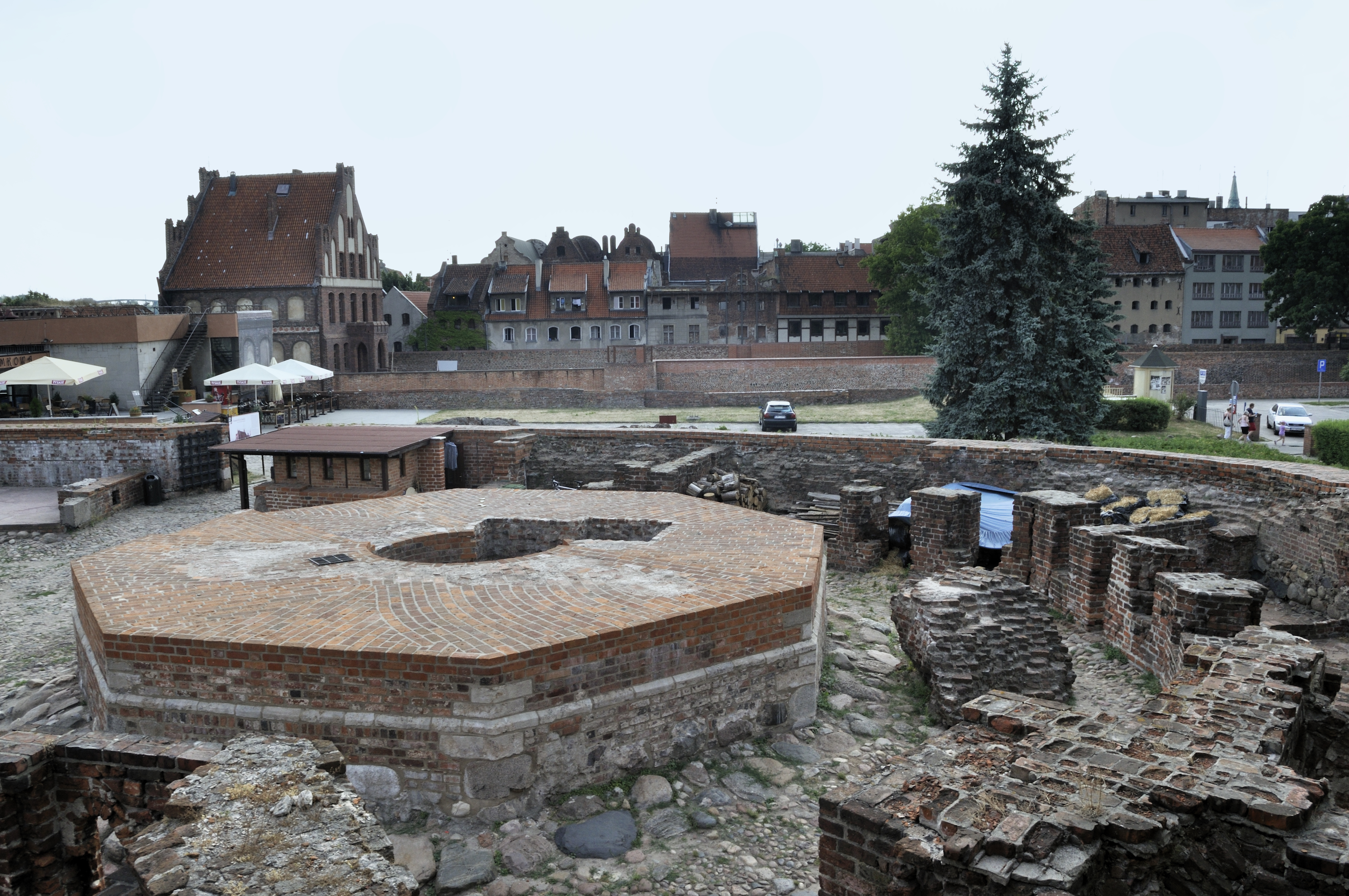
Pozostałości wieży głównej z XIV wieku
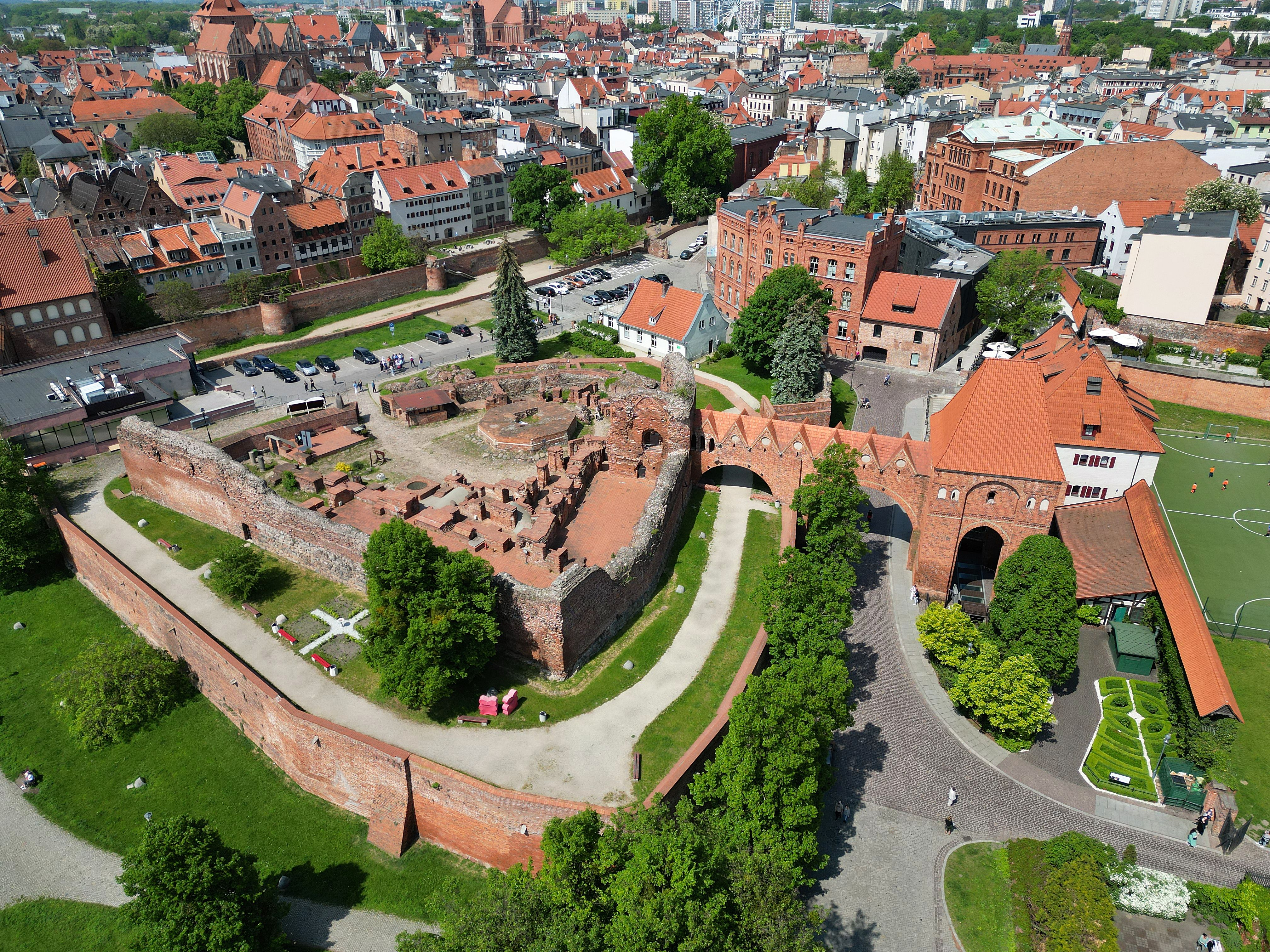